# Koninklijke De Vries Scheepsbouw

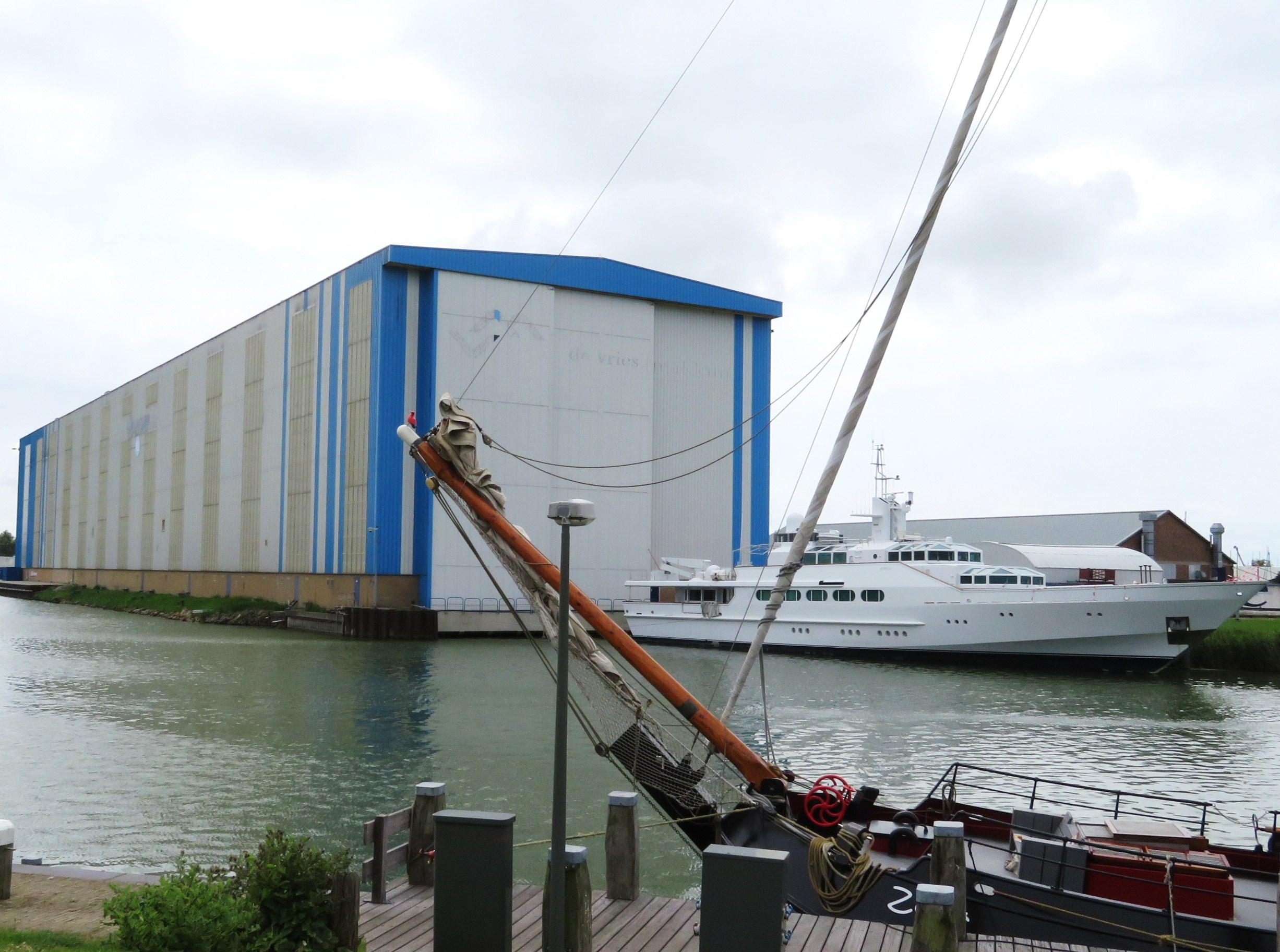
Vestiging in Makkum

Koninklijke De Vries Scheepsbouw is een Nederlandse scheepswerf.
De werf ontstond vanuit een in 1906 door C.J.W. de Vries begonnen botenwerf in Aalsmeer. Zijn oudste zonen Henk en Johan breidden dit familiebedrijf uit, in 1923 werd scheepswerf De Vlijt aan de ringvaart in Aalsmeer gevestigd. Na 1960 veranderde de werfnaam in De Vries Scheepsbouw. In september 2006, ruim honderd jaar nadat C.J.W. (Han) de Vries met zijn scheepswerf in Aalsmeer was begonnen, werd door de koningin het predicaat Koninklijk verleend. De scheepswerf heeft capaciteit om superjachten te bouwen tot lengten van 100 meter. De vestiging in Makkum (voorheen scheepswerf Amels) heeft een overdekt droogdok voor nieuwbouw en renovatie van superjachten. Koninklijke De Vries Scheepsbouw is deelnemer in het samenwerkingsverband Feadship.